# Bluemove carsharing
Bluemove Carsharing era una empresa en España de carsharing o coches compartidos, un modelo de alquiler de automóviles en el que el usuario alquila el vehículo por cortos períodos de tiempo, habitualmente por una hora. Nació en 2010, en Madrid (España) de la mano de dos jóvenes emprendedores.
Bluemove llegó a contar con más de 100.000 usuarios y una flota de más de 350 vehículos repartidos en más de 200 aparcamientos. Y tenía presencia en Madrid, Barcelona y en Sevilla. En 2013 se hace con la compañía sevillana Cochele, instalándose así en la capital andaluza. En junio de 2016 el Grupo Europcar se hace con Bluemove a través de su filial Ubeeqo.